# Aeroportul Abaiang Atoll
Aeroportul Abaiang Atoll (IATA: ABF, ICAO: NGAB) este un aeroport din Abaiang⁠(d), Gilbert Islands⁠(d), Kiribati ce deservește zona Abaiang⁠(d). A fost numit după zona deservită.
Situat la o altitudine de 3 m, aeroportul dispune de o singură pistă.